# جورج كادودال
جورج كادودال (بالفرنسية: Georges Cadoudal)‏ (1771 – 1804)، هو متآمر ملكي فرنسي، زعيم المعادين للثورة الفرنسية في فاندي، ومؤامرة 1803 للتخلص من نابليون. اعدم كادودال وكذلك الدوق دانجال الذي نسب إليه ظلماً الاشتراك في مؤامرة.